# Piave cabernet sauvignon
Il Piave Cabernet Sauvignon era una menzione del vino DOC Vini del Piave abolita nel 2011, la cui produzione era consentita nelle province di Treviso e Venezia.

## Caratteristiche organolettiche
- colore: rosso rubino, tendente al granato con l'invecchiamento.
- odore: vinoso, marcato, tipico con profumo di violetta con il prolungarsi dell'invecchiamento.
- sapore: asciutto, armonico, di corpo, caratteristico.

## Produzione
Provincia, stagione, volume in ettolitri
- Treviso  (1992/93)  2292,47
- Treviso  (1993/94)  3046,8
- Treviso  (1994/95)  4105,17
- Treviso  (1995/96)  3352,55
- Treviso  (1996/97)  6456,38
- Venezia  (1993/94)  157,5
- Venezia  (1994/95)  172,83
- Venezia  (1995/96)  197,4
- Venezia  (1996/97)  197,4